# 100 франків (Корнель)
100 франків (Корнель) — французька банкнота, ескіз якої розроблений 2 квітня 1964 і випускалася в обіг Банком Франції з 19 січня 1965 до заміни на банкноту сто франків Делакруа.

## Історія

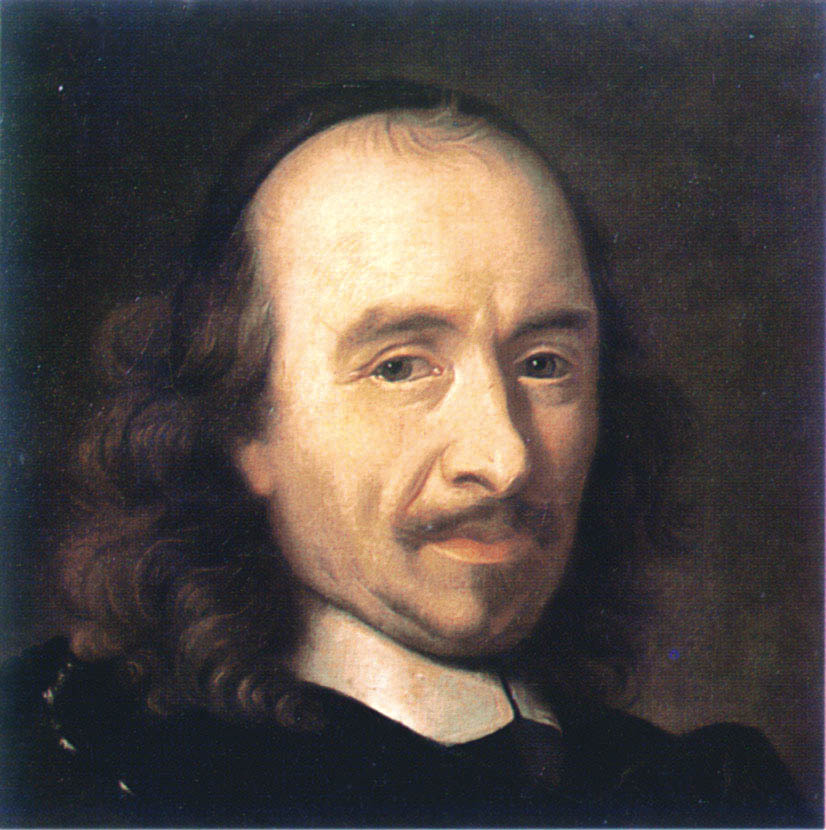
П'єр Корнель — знаменитий французький драматург, один із творців класицизму у французькій літературі XVII століття

Ця банкнота із серії присвяченої відомим вченим, розпочатої Банком Франції в 1963 році. В рамках цієї серії вийшли банкноти присвячені Пастеру, Вольтеру, Расіну і Мольєру. Вся серія була випущена в період з травня 1966 по червень 1976 року. Початок виходу цієї серії з обігу 6 червня 1976, а 15 вересня 1986 всі банкноти серії оголошені недійсними. Банкнота друкувалася з квітня 1966 року до лютого 1979, вилучена з обігу з 1 березня 1985 року. Банкнота була позбавлена статусу законного платіжного засобу 15 вересня 1986.

## Опис
Авторами банкноти стали Жан Лефевр, Жильбер Пульє і Жюль Піль. Домінуючими кольорами є червоний і коричневий.
Аверс: портрет П'єра Корнеля, з картини Шарля Лебрена, перед колонадою театру у Версалі відкритого в 1682 році. Ліворуч і праворуч розташовані водяні знаки.
Реверс: портрет Корнеля, на тлі Руана і Сени. У нижній частині банкноти — будинок де народився Корнель і будівлю суду в Руані.
Два водяні знаки являють собою персонажів з трагедій Корнеля. Розміри банкноти становлять 172 мм х 92 мм.

## Джерело
- Перелік французьких банкнот [Архівовано 14 квітня 2012 у Wayback Machine.]
- Сайт нумізматики та боністики Франції